# Waratte! Sotomura-san
Waratte! Sotomura-san (笑って! 外村さん?) è un manga scritto e disegnato da Minamo Minamori, pubblicato dalla Hōbunsha dal 2009 al 2017.

## Trama
Natsuki Sotomura è una ragazza che, a causa del suo aspetto e del proprio modo di fare, si è rapidamente acquistata la nomea di teppista e persona estremamente pericolosa, da evitare a tutti i costi; in realtà e all'insaputa di tutti, Natsuki ha un carattere completamente diverso, è timida e davvero desiderosa di crearsi qualche amicizia. La prima a scoprire la verità sul suo conto è Haruno, una studentessa che Natsuki salva da alcuni bulli che la avevano presa di mira; la ragazza cerca allora di far cambiare alla nuova amica la propria immagine e – tra le altre cose – di "insegnarle" a sorridere: uno dei gesti che infatti più spaventavano gli insegnanti e i compagni di classe della presunta teppista erano infatti i suoi malvagi ghigni, che tuttavia volevano essere soltanto semplici sorrisi. Il motto di Haruno diventa dunque: «Waratte! Sotomura-san», ossia «Sorridi, Sotomura!».

## Manga

### Volumi
| Nº | Data di prima pubblicazione | Data di prima pubblicazione | Data di prima pubblicazione |
| Nº | Giapponese                  | Giapponese                  |                             |
| -- | --------------------------- | --------------------------- | --------------------------- |
| 1  | 7 dicembre 2010             | ISBN 978-4-8322-6919-4      |                             |
| 2  | 7 giugno 2011               | ISBN 978-4-8322-6972-9      |                             |
| 3  | 7 agosto 2012               | ISBN 978-4-8322-5102-1      |                             |
| 4  | 7 novembre 2013             | ISBN 978-4-8322-5241-7      |                             |
| 5  | 6 dicembre 2014             | ISBN 978-4-8322-5345-2      |                             |
| 6  | 7 maggio 2016               | ISBN 978-4-8322-5480-0      |                             |
| 7  | 7 dicembre 2017             | ISBN 978-4-8322-5649-1      |                             |